# 1587
| [ Edytuj tabelę ]              | |
| Król Polski                    | - 1575 Anna Jagiellonka 1587 - 1587 Zygmunt III Waza 1632 |
| Współksiążęta Andory           | - 1572 Henryk IV Burbon 1610 |
| Król Anglii                    | - 1558 Elżbieta I 1603 |
| Elektor Brandenburgii          | - 1571 Jan Jerzy 1598 |
| Książę Bawarii                 | - 1579 Wilhelm V 1597 |
| Sułtan Brunei                  | - 1575 Saiful Rijal 1600 |
| Cesarz Chin                    | - 1572 Wanli 1620 |
| Król Czech                     | - 1576 Rudolf II Habsburg 1611 |
| Król Danii                     | - 1559 Fryderyk II 1588 |
| Dalajlama                      | - 1543 Sonam Gjaco 1588 |
| Cesarz Etiopii                 | - 1563 Sertse Dyngyl 1597 |
| Król Francji                   | - 1574 Henryk Walezy 1589 |
| Król Hiszpanii                 | - 1556 Filip II 1598 |
| Landgraf Hesji-Kassel          | - 1567 Wilhelm IV Mądry 1592 |
| Stadhouder Holandii            | - 1584 Maurycy Orański 1625 |
| Szach Iranu                    | - 1577 Mohammad Chodabande 1587 - 1587 Abbas I Wielki 1629 |
| Państwo Wielkich Mogołów       | - 1556 Akbar 1605 |
| Cesarz Japonii                 | - 1586 Go-Yōzei 1611 |
| Kalif                          | - 1574 Murad III 1595 |
| Patriarcha Konstantynopola     | - 1587 Jeremiasz II Tranos 1595 |
| Władca Korei                   | - 1567 Sŏnjo 1608 |
| Książę Kurlandii i Semigalii   | - 1561 Gotthard Kettler 1587 - 1587 Fryderyk Kettler 1642 - 1587 Wilhelm Kettler 1616                                                                            |
| Sułtan Maroka                  | - 1578 Ahmad al-Mansur 1603 |
| Senior Monako                  | - 1581 Karol II 1589 |
| Król Nawarry                   | - 1572 Henryk III 1610 |
| Król Norwegii                  | - 1559 Fryderyk II 1588 |
| Sułtan Omanu                   | - 1560 Abd Allah ibn Muhammad 1624 |
| Elektor Palatynatu             | - 1583 Fryderyk IV 1610 |
| Papież                         | - 1585 Sykstus V 1590 |
| Książę Parmy i Piacenzy        | - 1586 Aleksander 1592 |
| Król Portugalii                | - 1581 Filip I 1598 |
| Książę w Prusach               | - 1568 Albrecht Fryderyk 1618 - 1578 Jerzy Fryderyk (regent) 1603                                                                                                |
| Car Rosji                      | - 1584 Fiodor I 1598 |
| Cesarz Rzymski (niemiecki)     | - 1576 Rudolf II Habsburg 1612 |
| Kapitanowie Regenci San Marino | - 1586 Paol'Antonio Onofri Giambattista Belluzzi 1587 - 1587 Lodovico Belluzzi Pier Marino Cionini 1587 - 1587 Gio. Antonio Leonardelli Pier Paolo Corbelli 1588 |
| Elektor Saksonii               | - 1586 Krystian I Wettyn 1591 |
| Król Szkocji                   | - 1567 Jakub VI 1625 |
| Król Szwecji                   | - 1569 Jan III Waza 1592 |
| Król Tajlandii                 | - 1569 Maha Thammaracha Thirat 1590 |
| Sułtan Turków                  | - 1574 Murad III 1595 |
| Doża Wenecji                   | - 1585 Pasqual Cicogna 1595 |
| Król Węgier                    | - 1576 Rudolf II 1608 |

Rok 1587 / MDLXXXVII
stulecia: XV wiek ~
XVI wiek ~
XVII wiek

lata: 1577 «
1582 «
1583 «
1584 «
1585 «
1586 «
1587
» 1588
» 1589
» 1590
» 1591
» 1592
» 1597

## Wydarzenia w Polsce
- 2 lutego-9 marca – w Warszawie obradował sejm (zjazd) konwokacyjny[1].
- 30 czerwca – po śmierci króla Stefana Batorego rozpoczęła się wolna elekcja w podwarszawskiej Woli, w wyniku której nowym królem został Zygmunt III Waza.
- 18 sierpnia – Saul Wahl rzekomo wybrany na króla Polski.
- 19 sierpnia – elekcja Zygmunta III Wazy na władcę Rzeczypospolitej.
- 22 sierpnia – drugie koło elekcyjne królem Polski obrało Maksymiliana Habsburga, Rzeczpospolita miała zatem dwóch monarchów, nieuznanych zresztą przez szlachtę litewską; obaj podpisali pacta conventa, lecz zwolennicy wybranego trzy dni wcześniej Zygmunta Wazy jako pierwsi opanowali ówczesną stolicę – Kraków.
- 15 września – Jan III Waza i Zygmunt III Waza podpisali tzw. list łaciński (statuty kalmarskie).
- 7 października – Zygmunt III Waza zaprzysiągł w katedrze oliwskiej warunki stawiane mu przez szlachtę.
- 14 października–29 listopada – oblężenie Krakowa przez wojska Maksymiliana Habsburga.
- 24 listopada – generalny szturm na Kraków wojsk Maksymiliana Habsburga został odparty.
- 29 listopada – wojska Maksymiliana Habsburga zostały pobite i odrzucone od murów miejskich Krakowa.
- 10 grudnia – w Krakowie rozpoczął obrady sejm koronacyjny[2].
- 27 grudnia – w Krakowie odbyła się koronacja Zygmunta III Wazy na króla Polski.

## Wydarzenia na świecie
- 8 lutego – za udział w spisku przeciwko Elżbiecie I ścięto Marię Stuart, królową Szkotów.
- 19 kwietnia – Francis Drake zniszczył flotę hiszpańską w Kadyksie, opóźniając w ten sposób przygotowania Hiszpanii do inwazji na Anglię.
- W Kowarach na Dolnym Śląsku wybucha powstanie chłopskie, które obejmie 50 wsi, głównie w powiatach złotoryjskim, lwóweckim, jeleniogórskim

- Abbas I Wielki został szachem Persji.

## Urodzili się
- 6 stycznia – Gaspar de Guzmán, hiszpański polityk (zm. 1645)
- 8 stycznia – Johannes Fabricius, holenderski astronom (zm. ok. 1616)
- 16 stycznia – Alexander Adriaenssen, flamandzki malarz barokowy (zm. ok. 1661)
- 3 lutego – Dorota Jadwiga, księżniczka brunszwicka, księżna Anhalt-Zerbst (zm. 1609)
- 21 lutego – Fryderyk Adersbach, wojskowy w służbie polskiej, podpułkownik (zm. 1655)
- 26 lutego – Stefano Landi, włoski kompozytor, organista i śpiewak (zm. 1639
- 2 kwietnia – Wirginia Centurione Bracelli, święta Kościoła katolickiego, włoska zakonnica (zm. 1651)
- 17 kwietnia – Ivan Lukačic, chorwacki kompozytor (zm. 1648)
- 26 kwietnia – Ferdynand I Gonzaga – książę Mantui i Montferratu (zm. 1626)
- 28 kwietnia – Krzysztof Ossoliński, wojewoda sandomierski (zm. 1645)
- 8 maja – Wiktor Amadeusz I – książę Sabaudii (zm. 1637)
- 17 maja (ochrzczony) – Esaias van de Velde, malarz holenderski (zm. 1630)
- 5 czerwca – Robert Rich, 2. hrabia Warwick, lord, Hrabia Warwick, purytanin, admirał floty angielskiej (zm. 1658)
- 4 lipca – Magdalena Wittelsbach, księżniczka bawarska, księżna Palatynatu-Neuburg (zm. 1628)
- 18 września – Francesca Caccini, włoska śpiewaczka i kompozytorka (zm. 1640)
- 22 października – Joachim Jungius, niemiecki matematyk, fizyk i filozof (zm. 1657)
- 3 listopada – Samuel Scheidt, kompozytor i organista niemiecki (zm. 1654)
- 11 listopada – Marcin Strzoda, teolog oraz historyk (zm. 1649)
- 17 listopada
  - Joost van den Vondel, niderlandzki poeta i dramatopisarz (zm. 1679)
  - Louis De Geer Starszy, holenderski przedsiębiorca (zm. 1652)

- data dzienna nieznana: 
  - Claes Gerritszoon Compaen, holenderski pirat, pochodzący z prowincji Zaandam (zm. 1660)
  - Johann Baptist Cysatus, holenderski pirat, pochodzący z prowincji Zaandam (zm. 1657)
  - Henry Mainwaring, jeden z najniezwyklejszych piratów XVII w., późniejszy wiceadmirał (zm. 1651)
  - Stefan Pac, podkanclerzy litewski, podskarbi wielki litewski (zm. 1640)
  - Hendrick van Uylenburgh, wpływowy marszand holenderski (zm. 1661)

## Zmarli
- 2 stycznia – Andrzej Patrycy Nidecki, polski humanista, wydawca i komentator Cycerona (ur. 1522)
- 2 lutego – François de Beaumont, francuski dowódca wojskowy, hugenota, który zasłynął okrucieństwem w stosunku do katolików (ur. 1512)
- 8 lutego – Maria I Stuart, królowa francuska, żona Franciszka II, królowa Szkocji (ur. 1542)
- luty – Mikołaj Kiszka (zm. 1587), starosta bielski, starosta drohicki (ur. 1524)
- 17 maja – Gotthard Kettler, książę Kurlandii i Semigalii (ur. 1517)
- 18 maja – Feliks z Kantalicjo, włoski kapucyn, święty katolicki (ur. 1515)
- 16 kwietnia – Anna Stanhope, żona Edwarda Seymoura (ur. ok. 1497)
- 21 czerwca – Uluch Ali, muzułmański korsarz pochodzenia włoskiego (ur. 1519)
- 14 sierpnia – Wilhelm I Gonzaga, książę Mantui i władca Montferratu (ur. 1538)
- 17 sierpnia – Filippo Vastavillani, włoski kardynał (ur. 1541)
- 3 października – Maria Sydonia cieszyńska, księżniczka cieszyńska z dynastii Piastów (ur. 1572)
- 17 października – Francesco I de’ Medici, wielki książę Toskanii (ur. 1541)
- 13 listopada – Hai Rui, chiński urzędnik z czasów dynastii Ming (ur. 1514)
- 20 listopada – Ostafi Bohdanowicz Wołłowicz, marszałek hospodarski i podskarbi ziemski litewski, podkanclerzy litewski i marszałek nadworny (ur. 1520)
- 29 listopada – Filon Kmita, wojewoda smoleński od 1579, rotmistrz, starosta orszański (ur. 1530)
- 5 grudnia – Giacomo Savelli, włoski kardynał (ur. 1523)

- data dzienna nieznana: 
  - Leonardo di Bona, jeden z najsilniejszych szachistów XVI wieku (ur. 1542)
  - Erazm Czeczotka, burmistrz krakowski, kupiec sukienny, jawny cudzołożnik (ur. ?)
  - Henryk Grodziecki, hetman cieszyński (ur. ?)
  - Henryk I (władca Konga), tron objął po śmierci Bernarda I (ur. ?)
  - Marcin Kazanowski (1523–1587), rotmistrz królewski, poseł na sejm. Starosta wiski i feliński 1538. Podpisał unię lubelską (ur. 1523)
  - Melchior Nering, drukarz, księgarz, introligator (ur. ?)
  - Zygmunt Palczowski, polski szlachcic, działacz reformacji (ur. 1530)
  - Jan Tarło, syn Jana Tarły i Doroty Tarnowskiej (ur. 1527)

## Święta ruchome
- Tłusty czwartek: 5 lutego
- Ostatki: 10 lutego
- Popielec: 11 lutego
- Niedziela Palmowa: 22 marca
- Wielki Czwartek: 26 marca
- Wielki Piątek: 27 marca
- Wielka Sobota: 28 marca
- Wielkanoc: 29 marca
- Poniedziałek Wielkanocny: 30 marca
- Wniebowstąpienie Pańskie: 7 maja
- Zesłanie Ducha Świętego: 17 maja
- Boże Ciało: 28 maja